# Pericei
Pericei (Szilágyperecsen en hongrois) est une commune roumaine du județ de Sălaj, dans la région historique de Transylvanie et dans la région de développement du Nord-ouest.

## Géographie
La commune de Pericei est située dans l'ouest du județ, sur la rivière Crasna, à 8 km à l'est de Șimleu Silvaniei et à 21 km à l'ouest de Zalău, le chef-lieu du județ.
La municipalité est composée des quatre villages suivants (population en 2002) :
- Bădăcin (901) ;
- Pericei (2 787), siège de la commune ;
- Pericei Mic (33) ;
- Sici (281).

## Histoire
La première mention écrite de la commune date de 1205 sous le nom de Pereznek.
La commune, qui appartenait au royaume de Hongrie, faisait partie de la principauté de Transylvanie et elle en a donc suivi l'histoire. Elle a appartenu en fief à la famille Bánffy. Dans l'église paroissiale reposent les restes de Sigismond Ier Báthory, prince de Transylvanie.
Après le compromis de 1867 entre Autrichiens et Hongrois de l'empire d'Autriche, la principauté de Transylvanie disparaît et, en 1876, le royaume de Hongrie est partagé en comitats. Pericei intègre le comitat de Szilágy (Szilágymegye).
À la fin de la Première Guerre mondiale, l'Empire austro-hongrois disparaît et la commune rejoint la Grande Roumanie.
En 1940, à la suite du deuxième arbitrage de Vienne, elle est annexée par la Hongrie jusqu'en 1944. Elle réintègre la Roumanie après la Seconde Guerre mondiale.

## Religions
En 2002, la composition religieuse de la commune était la suivante :
- Réformés, 44,02 % ;
- Chrétiens orthodoxes, 38,23 % ;
- Baptistes, 13,76 % ;
- Grecs-Catholiques, 2,87 %.

## Démographie
En 1910, à l'époque austro-hongroise, la commune comptait 2 613 Roumains (62,81 %) et 1 503 Hongrois (36,13 %).
En 1930, on dénombrait 2 702 Roumains (61,40 %), 1 628 Hongrois (36,99 %), 27 Juifs (0,61 %) et 43 Tsiganes (0,98 %).
En 1956, après la Seconde Guerre mondiale, 3 000 Roumains (59,01 %) côtoyaient 2 084 Hongrois (40,99 %).
En 2002, la commune comptait 1 587 Roumains (39,65 %), 2 188 Hongrois (54,67 %) et 224 Tsiganes (5,59 %). On comptait à cette date 1 480 ménages et 1 384 logements.
| 1850  | 1880  | 1900  | 1910  | 1920  | 1930  | 1941  | 1956  | 1966  |
| ----- | ----- | ----- | ----- | ----- | ----- | ----- | ----- | ----- |
| 2 950 | 2 870 | 3 809 | 4 160 | 4 112 | 4 401 | 4 840 | 5 084 | 4 871 |

| 1977  | 1992  | 2002  | 2007  | - | - | - | - | - |
| ----- | ----- | ----- | ----- | - | - | - | - | - |
| 4 680 | 4 252 | 4 002 | 3 979 | - | - | - | - | - |

## Économie
L'économie de la commune repose sur l'agriculture (légumes, vignes).

## Communications

### Routes
Pericei est située sur la route nationale DN1H Zalău-Șimleu Silvaniei.

### Voies ferrées
La gare la plus proche est celle de Șimleu Silvaniei.

## Lieux et monuments
- Pericei, église réformée de 1668.

- Bădăcin, église en bois de style baroque de la Transfiguration (Schimbarea la Fața) de 1705.

- Bădăcin, maison-musée de Iuliu Maniu.

## Personnalités
- Iuliu Maniu, (1873-1953), homme politique roumain, premier ministre pendant l'entre-deux-guerres, mort à la prison de Sighetu Marmației.